# Gekkota
Gekkota (gekonowe) – infrarząd zauropsydów z rzędu łuskonośnych (Squamata). 

## Podział systematyczny
Do Gekkota zaliczane są następujące rodziny:
- Gekkonidae Gray, 1825 – gekonowate
- Carphodactylidae Kluge, 1967
- Diplodactylidae Underwood, 1954
- Eublepharidae Boulenger, 1883 – eublefary
- Phyllodactylidae Gamble, Bauer, Greenbaum & Jackman, 2008
- Sphaerodactylidae Underwood, 1954
- Pygopodidae Boulenger, 1884 – płatonogowate

Niektóre analizy kladystyczne sugerują, że z gekonowymi nie są blisko spokrewnione Dibamidae, które w przeszłości były lokowane w obrębie Gekotta, inne natomiast potwierdzają ich bliskie pokrewieństwo. Wypunktowana wyżej klasyfikacja oparta jest na Integrated Taxonomic Information System. Obejmuje wnioski naukowców: Gamble i współpracownicy (2008), Vidal i Hedges (2009), Wiens i współpracownicy (2012) oraz Pyron, Burbrink i Wiens (2013), którzy wydzielili dodatkowo z Gekkonidae odrębne rodziny Diplodactylidae, Carphodactylidae (bliżej spokrewnione z Pygopodidae niż z Gekkonidae), Eublepharidae, Sphaerodactylidae i Phyllodactylidae (bliżej spokrewnione z Gekkonidae niż z Pygopodidae).
Do Gekkota zalicza się też kilka rodzajów wymarłych nie sklasyfikowanych w żadnej z powyższych rodzin:
- Cretaceogekko Arnold & Poinar, 2008[9] – jedynym przedstawicielem był Cretaceogekko burmae Arnold & Poinar, 2008
- Dollogekko Čerňanský, Daza, Smith, Bauer, Smith & Folie, 2022[10] – jedynym przedstawicielem był Dollogekko dormaalensis Čerňanský, Daza, Smith, Bauer, Smith & Folie, 2022
- Gobekko Borsuk-Białynicka, 1990[11] – jedynym przedstawicielem był Gobekko cretacicus Borsuk-Białynicka, 1990
- Hoburogekko Alifanov, 1989[12] – jedynym przedstawicielem był Hoburogekko suchanovi Alifanov, 1989
- Laonogekko Augé, 2003[13] – jedynym przedstawicielem był Laonogekko lefevrei Augé, 2003
- Myrmecodaptria Gao & Norell, 2000[14] – jedynym przedstawicielem był Myrmecodaptria microphagosa Gao & Norell, 2000
- Norellius Conrad & Daza, 2015[15] – jedynym przedstawicielem był Norellius nyctisaurops Conrad & Daza, 2015
- Palaeogekko Schleich, 1987[16] – jedynym przedstawicielem był Palaeogekko risgoviensis Schleich, 1987
- Rhodanogekko Hoffstetter, 1946[17] – jedynym przedstawicielem był Rhodanogekko vireti Hoffstetter, 1946
- Yantarogekko Bauer, Böhme & Weitschat, 2005[18] – jedynym przedstawicielem był Yantarogekko balticus Bauer, Böhme & Weitschat, 2005